# The Mahones
The Mahones – kanadyjska grupa grająca mieszankę celtyckiego folku z punkiem.
Grupa została utworzona w Kingston, Ontario w 1990 r. przez Fintana "Finny" McConnella oraz Barry Williamsa w celu wystąpienia na festiwalu w dniu świętego Patryka.
Pierwotnie zespół miał się nazywać Pogue Mahone (co po Irlandzku znaczy "Kiss My Ass") na wzór pierwotnej nazwy The Pogues, lecz muzycy zrezygnowali z tej nazwy aby ich piosenki mogły być puszczane w radiu.
Styl gry The Mahones zawiera się gdzieś pomiędzy The Clash, The Pogues a The Who.

## Dyskografia
- Draggin' The Days 1994
- Rise Again 1996
- The Hellfire Club Sessions 1999
- Here Comes Lucky 2001
- Paint The Town Red (The Best Of...) 2003
- Take No Prisoners 2006
- The Irish Punk Collection (2008)
- The Black Irish (2011)